# Comissió de Cultura de l'Ajuntament de Barcelona
La Comissió de Cultura va ser un òrgan creat per l'Ajuntament de Barcelona el 1915, arran d’unes noves eleccions municipals. Aquesta comissió va començar a funcionar al gener de l'any següent; estava formada per un president i sis membres. Tenien al seu càrrec les Escuelas nacionales, els grups escolars, inclosa la seva construcció, les escoles d'arts, l'Escola de Música, l'Escola de cecs, sord-muts i anormals, les Escoles de labors per la Dona, el Foment d'Institucions Culturals, les biblioteques, exposicions, arxius i publicacions entre altres coses. Va estar dominada per elements de la Lliga Regionalista, el partit més important del moment, impulsor així mateix, de la Mancomunitat de Catalunya.
La Comissió de Cultura de l'Ajuntament es va proposar entomar un dels reptes més grans de la ciutat: l’escolarització de tota la població infantil, que era aleshores d'uns cent mil infants, incidint especialment en les classes populars. També va portar a terme un programa molt ambiciós de construccions escolars, amb el lema que les escoles havien de ser els “palaus per a la infància”, i, sobretot, un programa de formació de mestres.
El seu primer president fou Lluís Duran Ventosa (1870-1954), advocat, un home de la Lliga, preocupat per la cultura catalana i per l'ensenyament. Els altres membres foren Jaume Bofill i Matas, "Guerau de Liost" (1878-1933), de la Lliga, escriptor i poeta, un defensor de l'ensenyament en català; Santiago Andreu i Barber (1875-1938), un advocat i industrial que va impulsar el Museu de Ciències Naturals, va reformar el Parc Zoològic, el Jardí Botànic i l'Aquari, també un dels homes de la Lliga; Enric Vila i Marieges (1888-1970), de la Unió Federal Nacionalista Republicana. La comissió també comptava amb membres del Partit Republicà Radical, com Hermenegildo Giner de los Ríos (1847-1923), germà del fundador de la Institución Libre de Enseñanza. Giner de los Ríos era catedràtic de segon ensenyament, però havia estat depurat pel regim polític de la Restauració, com el seu germà. Un altre membre de la comissió que militava al Partit Radical va ser Josep Maria de Lasarte (1857-1921), que també era advocat, encara que va sobresortir com a autor teatral i poeta. Finalment, el darrer membre de la comissió fou l’arquitecte Manuel Vega i March (1871-1931).
Aquesta comissió va posar les bases de la renovació pedagògica impulsada per l'Ajuntament de Barcelona l'any 1916. En la sessió del 27 de gener de 1917 es va acordar de crear una assessoria tècnica. El president fou Manuel Ainaud i Sànchez (1885-1932), i el secretari, el jove Pere Bohigas i Balaguer (1901-2003). Els membres assessors foren Ventura Gassol i Rovira (1893-1980), per a l’ensenyament primari; Francesc Falguera; per a l'ensenyament tècnic, Enric Mias Codina (1885-1956), com a metge higienista, i Josep Goday i Casals (1881-1936), com a arquitecte.
En Manuel Ainaud ja era un dels pedagogs més rellevants del país. Havia viatjat per Europa per conèixer directament les experiències de l'Escola Nova que s'imposaven aleshores. De fet, ell va ser l'ànima de la modernització de l’escola a Barcelona, construint grups escolars i lluitant per aconseguir l’escolarització de tots els nens i nenes. També tirà endavant tota una sèrie de serveis com les cantines infantils, els banys de mar, les revisions mèdiques i, sobretot, les colònies d'estiu. Ell és un dels responsables de la creació de les Colònies de Vilamar de Calafell. Va triar com a col·laboradors els mestres Pere Vergés i Farrés (1896-1970) i Artur Martorell i Bisbal (1894-1967). El 1922, aconseguí crear el Patronat Escolar de Barcelona, obra fonamental per al moviment pedagògic català, que va formar personal docent i donar directrius.
Un breu resum de l’activitat de la Comissió de Cultura de l'Ajuntament de Barcelona és el del quadre adjunt, on es relacionen sumàriament totes les seves activitats fins a l’arribada de la dictadura de Primo de Rivera, l'any 1923.
| Conceptes                                                        | 1916 | 1917 | 1918 | 1919 | 1920 | 1921 | 1922 |
| Construcció d'edificis, lloguers, material, mobles i reparacions | 43   | 46   | 96   | 77   | 78   | 97   | 67   |
| Mestres                                                          | 29   | 20   | 21   | 34   | 23   | 34   | 40   |
| Cessió de palaus                                                 | 15   | 3    | 8    | 2    | 8    | 2    | 6    |
| Subvencions, homenatges, monuments                               | 31   | 32   | 38   | 24   | 28   | 29   | 42   |
| Juntes autònomes                                                 | 6    | 2    | 2    | 0    | 8    | 6    | 3    |
| Llegats                                                          | 1    | 3    | 4    | 3    | 0    | 1    | 1    |
| Premis, beques pensions estranger per mestres                    | 6    | 12   | 10   | 10   | 10   | 23   | 25   |
| Escoles especials                                                | 6    | 11   | 38   | 46   | 3    | 11   | 15   |
| Institucions para-escolars                                       |      | 2    | 7    | 7    | 10   | 7    | 4    |
| Banda Municipal                                                  | -    | -    | -    | -    | 9    | 20   | 23   |
| Personal arxiu històric i publicacions                           | 1    | 22   | 18   | 17   | 37   | 46   | 46   |